# Anomalinoides
Anomalinoides es un género de foraminífero bentónico de la familia Gavelinellidae, de la superfamilia Chilostomelloidea, del suborden Rotaliina y del orden Rotaliida. Su especie tipo es Anomalinoides plummerae. Su rango cronoestratigráfico abarca desde el Albiense (Cretácico inferior) hasta la Actualidad.

## Discusión
Clasificaciones previas incluían Anomalinoides en la familia Heterolepidae.

## Clasificación
Se han descrito numerosas especies de Anomalinoides. Entre las especies más interesantes o más conocidas destacan:
- Anomalinoides awamoana
- Anomalinoides capitatus
- Anomalinoides chathamensis
- Anomalinoides fasciatus
- Anomalinoides globulosus
- Anomalinoides nobilis
- Anomalinoides orbiculus
- Anomalinoides plummerae
- Anomalinoides plummerae
- Anomalinoides semicribratus
- Anomalinoides sphericus

Un listado completo de las especies descritas en el género Anomalinoides puede verse en el siguiente anexo.